# Push Module

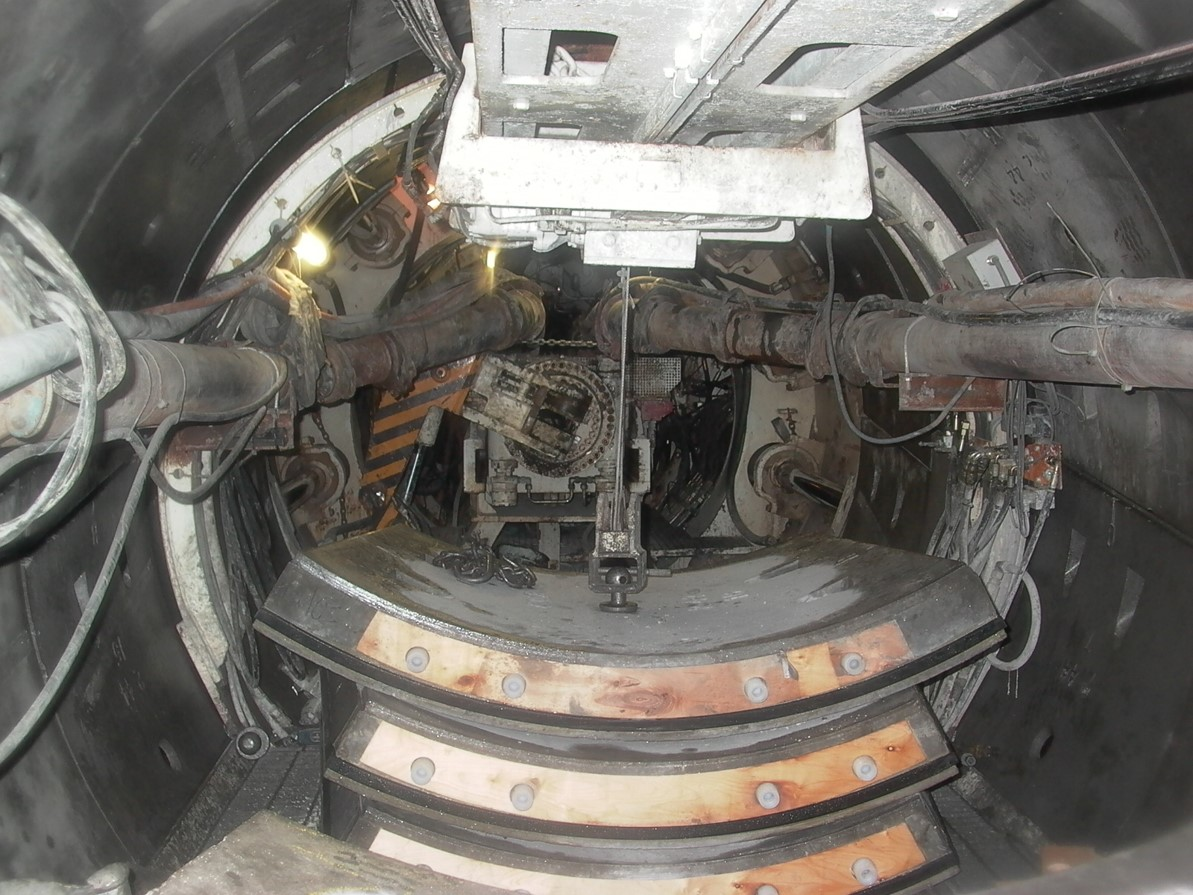
Push Module: vista del modulo con in primo piano i segmenti circolari in c.a. per realizzare il rivestimento; a sinistra (a righe gialle e nere) l’erettore idraulico dei segmenti circolari (o conci) in c.a.

Il Push Module (PM) è una speciale unità/modulo di spinta che viene installato in coda alla TBM scudata prevista dalla tecnologia del Microtunnelling e che ne consente l’avanzamento in modo autonomo, senza la necessità della stazione di spinta esterna. All’interno di questo modulo è inoltre possibile installare/realizzare il rivestimento del cavo man mano che avanza la perforazione (in settori circolari generalmente in c.a.).
Alla fine degli anni ’90, con la necessità di realizzare Microtunnelling sempre più lunghi, in formazioni geologiche complesse, è emersa la necessità di avere uno strumento che consentisse di portare a termine la perforazione anche in caso di blocco dell’avanzamento del rivestimento spinto nel sottosuolo dalla stazione di spinta principale (esterna al tunnel) con l’ausilio delle stazioni di spinta intermedie (Interjack Station).
Gli esperti in trenchless della SNAM pensarono quindi alla possibilità/necessità di mutuare al microtunnelling il sistema di spinta per tunnel lining già da anni impiegato nella perforazione di gallerie con TBM, stimolando quindi gli specialisti del settore a trovare una soluzione. La principale problematica, oltre alle ridotte dimensioni di lavoro a disposizione, derivavano dalla gestione del circuito a fanghi per lo scavo e lo smarino. Tale problematica è stata risolta dal costruttore Herrenknecht, che ha predisposto il primo modulo (battezzandolo Push-Module) per un microtunnel con diametro interno di 2.400 mm. Tale modulo sperimentale, pur essendo installato in numerose perforazioni (sin dal 2002), non è stato comunque impiegato operativamente fino al 2005.
Nel mondo, oltre al push-module sviluppato dalla Herrenknecht, per un diametro interno di 2,4 m, esistono altre tipologie di push-module sviluppati da altri produttori per diametri di tunnel inferiori (diametro interno di 1,6 m e 2 m), non si hanno però ritorni sul loro impiego operativo.

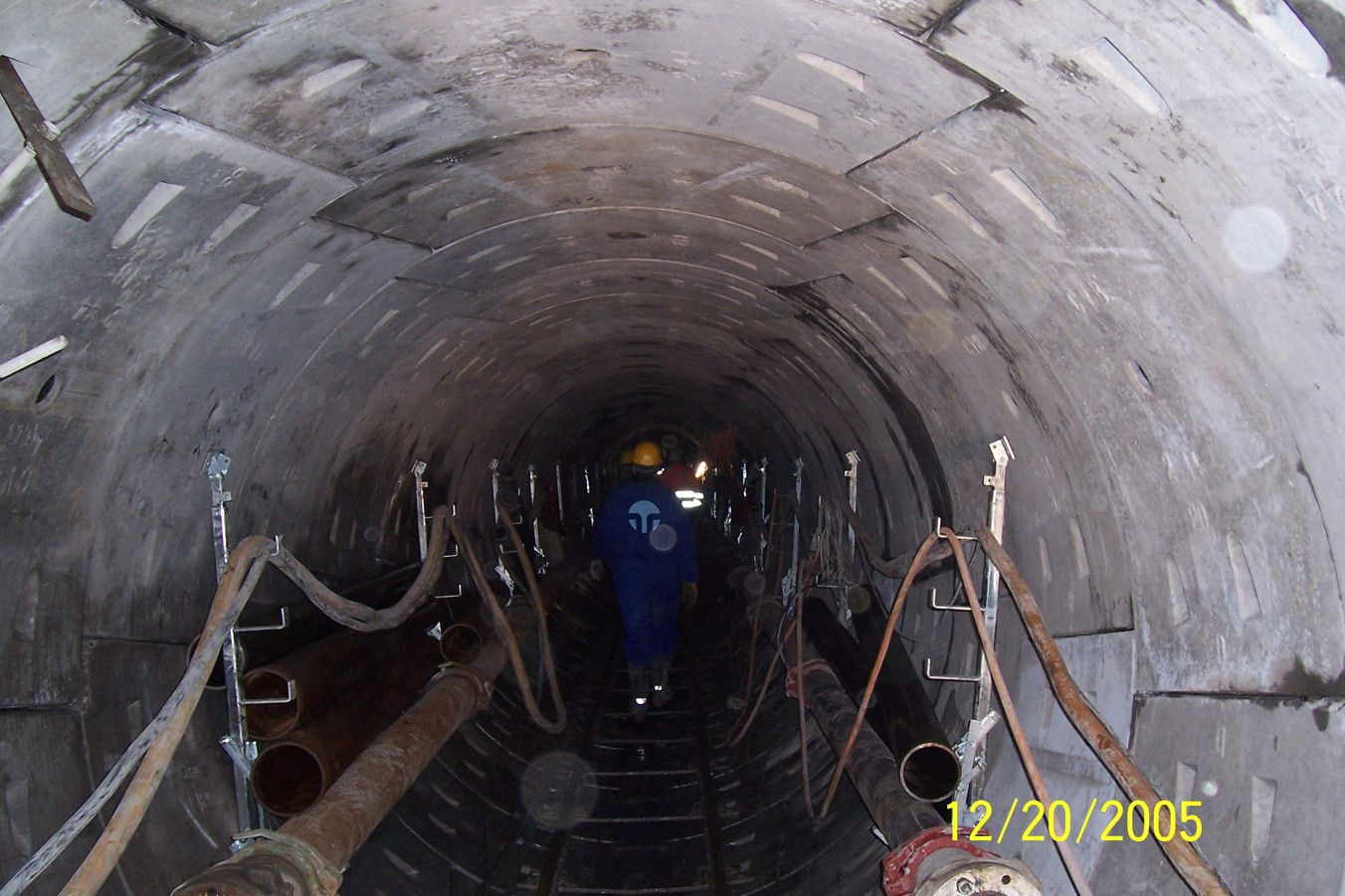
Push module: Tunnel realizzato con settori circolari in c.a. grazie all’impiego del push module

Negli ultimi anni è emersa la necessità di studiare la possibilità di impiegare push module più semplici da utilizzare in tunnel in forte pendenza e/o con diametri interni del tunnel di 2.000 mm.

## Applicazioni
Il push module viene utilizzato nella realizzazione di tunnel con TBM, in quanto consente il rivestimento in continuo del cavo subito a valle della TBM di perforazione (generalmente scudata) fin dall’inizio della perforazione stessa. Il push module trova posto nel backup della fresa e consente, per mezzo di un elevatore idraulico, di rivestire il tunnel in modo definitivo. Di norma, l’avanzamento della TBM avviene grazie alla spinta del push module direttamente sul rivestimento appena installato.
Il push module per il microtunnelling invece, dove di norma l’accesso del personale nel tunnel è esclusivamente consentito per controllo e manutenzione delle attrezzature, è utilizzato solo in caso di emergenza, ovvero quando la colonna di rivestimento del tunnel si blocca in modo definitivo. Infatti, l’operatività del push module è garantito esclusivamente dalla presenza di personale nel tunnel sia per le manovre, sia per il trasporto all’interno dei materiali (settori circolari in c.a.). L’impiego solo in caso di emergenza ne consente quindi l’utilizzo, con le dovute precauzioni, anche per diametri relativamente piccoli.

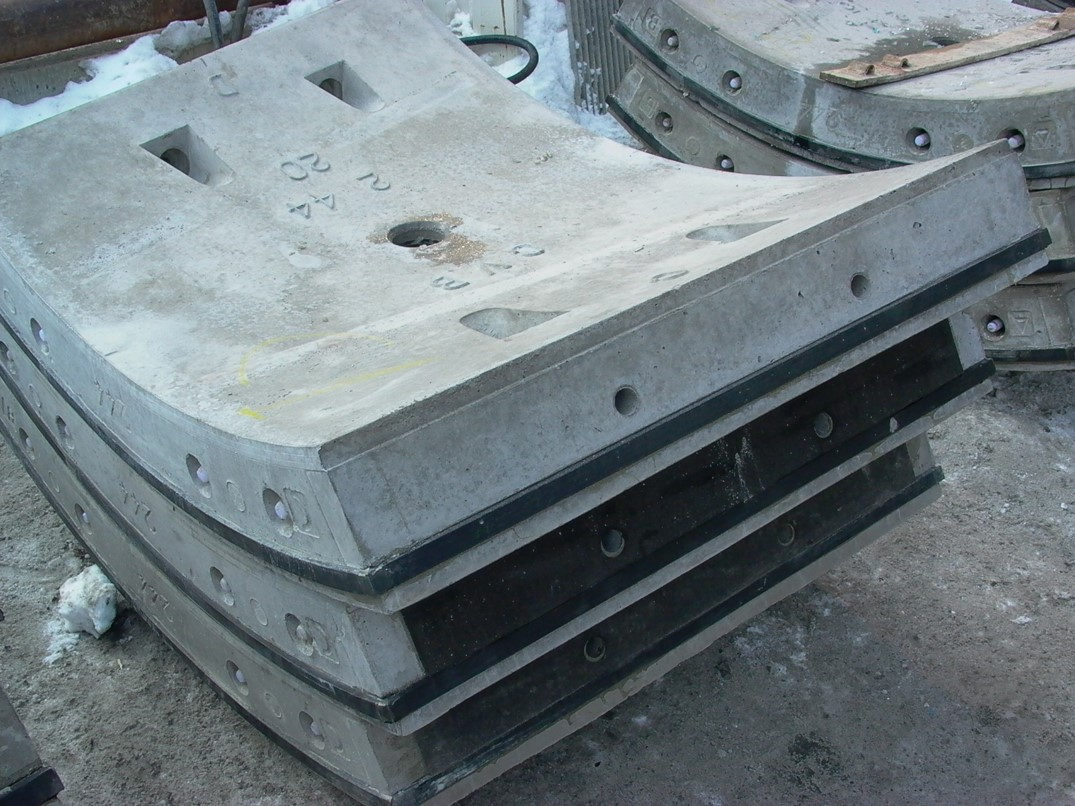
Push module: Settori circolari in c.a. necessari alla realizzazione del rivestimento del tunnel

È doveroso comunque ricordare che predisporre la perforazione di un microtunnelling con il modulo di emergenza (push-module) non significa risolvere tutti i problemi. Infatti il push-module interviene con successo solo in caso di blocco della colonna di conci in c.a. di rivestimento del microtunnelling ma, nel caso di blocco della testa di perforazione il problema deve essere risolto in altro modo.

## Descrizione
Il push module è costituito da tre parti principali: uno scudo metallico dello stesso diametro dello scudo della TBM dove trova posto una corona di martinetti idraulici che consentono la spinta e conseguente l’avanzamento del tunnel e, un erettore di conci idraulico corredato della postazione di manovra per l’operatore.
Il push module è quindi l’ultimo elemento della TBM di perforazione scudata e ne garantisce l’autoavanzamento, spingendosi sul primo anello (concio in c.a.) di rivestimento del tunnel installato, quello esattamente in coda alla macchina.
Con la spinta della corona di martinetti installata nel push module la TBM avanza per una lunghezza pari alla corsa dei martinetti stessi (generalmente di un metro). A questo punto i martinetti vengono chiusi e, alle loro spalle, per mezzo dell’erettore idraulico viene installata una corona di settori circolari fino a realizzare un anello/concio (appoggiato al concio precedente da un lato e alla corona di martinetti dall’altro. Questa operazione è garantita dalla presenza dello scudo che sostiene lo scavo e impedisce l’ingresso nel tunnel di acqua o fango di perforazione. Completata l’installazione dei settori circolari in c.a., fino a realizzare un anello, si può procedere ad una nuova spinta con i martinetti, per tutta la loro corsa.

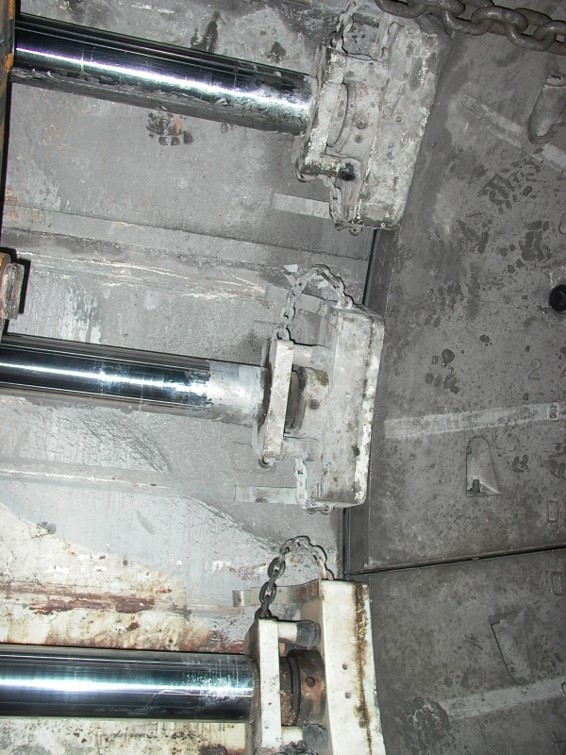
Push module: Corona di martinetti in fase di spinta

Grazie alla spinta trasmessa dai martinetti, il push module, spingendosi sul rivestimento del tunnel fa avanzare la perforazione della TBM (alla quale è reso solidale) nel sottosuolo. L’avanzamento avviene a lombrico, per tutta la lunghezza utile dei cilindri dei martinetti idraulici (tale lunghezza corrisponde all’avanzamento utile di ogni singola spinta, circa 1 m). Tale operazione viene ripetuta sino al completamento della perforazione del tunnel. Periodicamente l’intercapedine esterna fra gli anelli in settori circolari in c.a. e li terreno viene intasata con miscele cementizie al fine migliorarne la tenuta/resistenza e scongiurare l’ingresso di falda nel tunnel.
Come sopra detto, nel microtunnelling, l’eventualità di dover ricorrere all’utilizzo del push module al fine di portare a termine la perforazione è previsto solo in casi estremi (emergenza). In tal caso è pertanto necessario riconvertire completamente il sistema di avanzamento della perforazione stessa procedendo a:
- richiudere le stazioni di spinta intermedie (Interjack Station) e recuperare tutte le attrezzature non più necessarie;
- procedere all’intasamento dell’intercapedine esterna (tubo in c.a. – terreno) e successiva rimozione impianto di lubrificazione automatico;
- smantellamento della stazione di spinta principale (esterna al tunnel) per far posto ai mezzi di trasporto su rotaia/ruote (principalmente per i settori circolari in c.a.);
- messa in produzione dei settori circolari in c.a. necessari per realizzare il rivestimento del tunnel;
- verificare la funzionalità del push-module e del relativo elevatore di conci (settori circolari in c.a.);
- installare il sistema di trasporto dei settori circolari in c.a. sul fronte di scavo e organizzarne il montaggio;

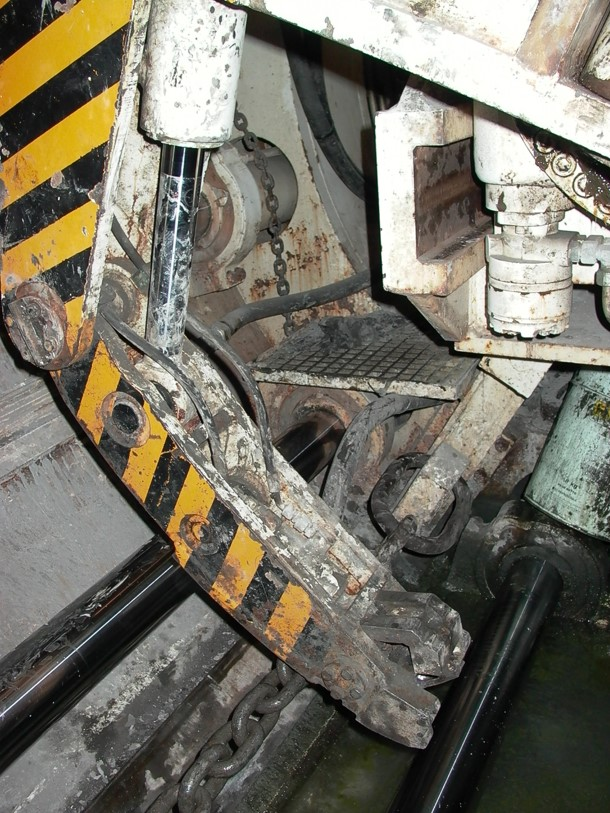
Push module: Erettore idraulico dei settori circolari in c.a

Tutte queste attività sono complesse e sono da affrontare nel dettaglio in caso di necessità, in funzione della lunghezza necessaria da realizzare con questo metodo per il completamento della perforazione. Va inoltre tenuto sempre presente che la pendenza del microtunnel condiziona fortemente l’impiego del push-module, con particolare attenzione alle attrezzature di trasporto all’interno del tunnel stesso. I carrelli/trenini elettrici su binari, di norma, non superano infatti i 10-11% di pendenza.